# يو إف سي في 2009
كان عام 2009 هو العام السابع عشر في تاريخ بطولة القتال النهائي (يو إف سي)، وهي عبارة عن ترويج لفنون القتال المختلطة مقره الولايات المتحدة. في عام 2009، عقدت يو إف سي 20 حدث بدءاً من يو إف سي 93: فرانكلين ضد هندرسون.

## قائمة الأحداث
| #   | الحدث                                                      | التاريخ        | المكان                       | الموقع                                      | الحضور |
| --- | ---------------------------------------------------------- | -------------- | ---------------------------- | ------------------------------------------- | ------ |
| 142 | يو إف سي 107: بن ضد سانشيز                                 | 12 ديسمبر 2009 | منتدى فيديكس                 | ممفيس، تينيسي، الولايات المتحدة             | 13٬896 |
| 141 | المقاتل النهائي: نهائي الوزن الثقيل                        | 5 ديسمبر 2009  | منتجع بالمز كازينو           | لاس فيغاس، نيفادا، الولايات المتحدة         | 1٬791  |
| 140 | يو إف سي 106: أورتيز ضد غريفين 2                           | 21 نوفمبر 2009 | ميشيلوب ألترا أرينا          | لاس فيغاس، نيفادا، الولايات المتحدة         | 10٬529 |
| 139 | يو إف سي 105: كوتور ضد فيرا                                | 14 نوفمبر 2009 | مانشستر أرينا                | مانشستر، إنجلترا، المملكة المتحدة           | 16٬693 |
| 138 | يو إف سي 104: ماتشيدا ضد شوغون                             | 24 أكتوبر 2009 | ستيبلز سينتر                 | لوس أنجلوس، كاليفورنيا، الولايات المتحدة    | 14٬892 |
| 137 | يو إف سي 103: فرانكلين ضد بيلفورت                          | 19 سبتمبر 2009 | مركز الخطوط الجوية الأمريكية | دالاس، تكساس، الولايات المتحدة              | 17٬428 |
| 136 | يو إف سي ليلة القتال: دياز ضد جيلارد                       | 16 سبتمبر 2009 | مركز كوكس للمؤتمرات          | أوكلاهوما سيتي، أوكلاهوما، الولايات المتحدة | 9٬490  |
| 135 | يو إف سي 102: كوتور ضد نوغيرا                              | 29 أغسطس 2009  | حديقة الورود                 | بورتلاند، أوريغون، الولايات المتحدة         | 16٬088 |
| 134 | يو إف سي 101: بيان                                         | 8 أغسطس 2009   | مركز ويلز فارجو              | فيلاديلفيا، بنسيلفينيا، الولايات المتحدة    | 17٬411 |
| 133 | يو إف سي 100                                               | 11 يوليو 2009  | ميشيلوب ألترا أرينا          | لاس فيغاس، نيفادا، الولايات المتحدة         | 10٬871 |
| 132 | المقاتل النهائي: نهائي الولايات المتحدة ضد المملكة المتحدة | 20 يونيو 2009  | منتجع بالمز كازينو           | لاس فيغاس، نيفادا، الولايات المتحدة         | 2٬217  |
| 131 | يو إف سي 99: العودة                                        | 13 يونيو 2009  | لانكسس أرينا                 | كولونيا، ألمانيا                            | 12٬854 |
| 130 | يو إف سي 98: إيفانز ضد ماتشيدا                             | 23 مايو 2009   | إم جي إم جراند جاردن أرينا   | لاس فيغاس، نيفادا، الولايات المتحدة         | 12٬606 |
| 129 | يو إف سي 97: ريدمبشن                                       | 18 أبريل 2009  | مركز بيل                     | مونتريال، كيبك، كندا                        | 21٬451 |
| 128 | يو إف سي ليلة القتال: كونديت ضد كامبمان                    | 1 أبريل 2009   | مركز سوميت                   | ناشفيل، تينيسي، الولايات المتحدة            | 10٬267 |
| 127 | يو إف سي 96: جاكسون ضد جاردين                              | 7 مارس 2009    | نيشن وايد أرينا              | كولومبوس، أوهايو، الولايات المتحدة          | 17٬033 |
| 126 | يو إف سي 95: سانشيز ضد ستيفنسون                            | 21 فبراير 2009 | ذا أوه2 أرينا                | لندن، إنجلترا، المملكة المتحدة              | 13٬268 |
| 125 | يو إف سي ليلة القتال: لوزون ضد ستيفنس                      | 7 فبراير 2009  | قبة الشمس يو أس إف           | تامبا، فلوريدا، الولايات المتحدة            | 7٬596  |
| 124 | يو إف سي 94: سانت بيير ضد بن 2                             | 31 يناير 2009  | إم جي إم جراند جاردن أرينا   | لاس فيغاس، نيفادا، الولايات المتحدة         | 14٬885 |
| 123 | يو إف سي 93: فرانكلين ضد هندرسون                           | 17 يناير 2009  | ذا أوه2                      | دبلن، أيرلندا                               | 9٬369  |